# Bielkenhagen 9 (Stralsund)

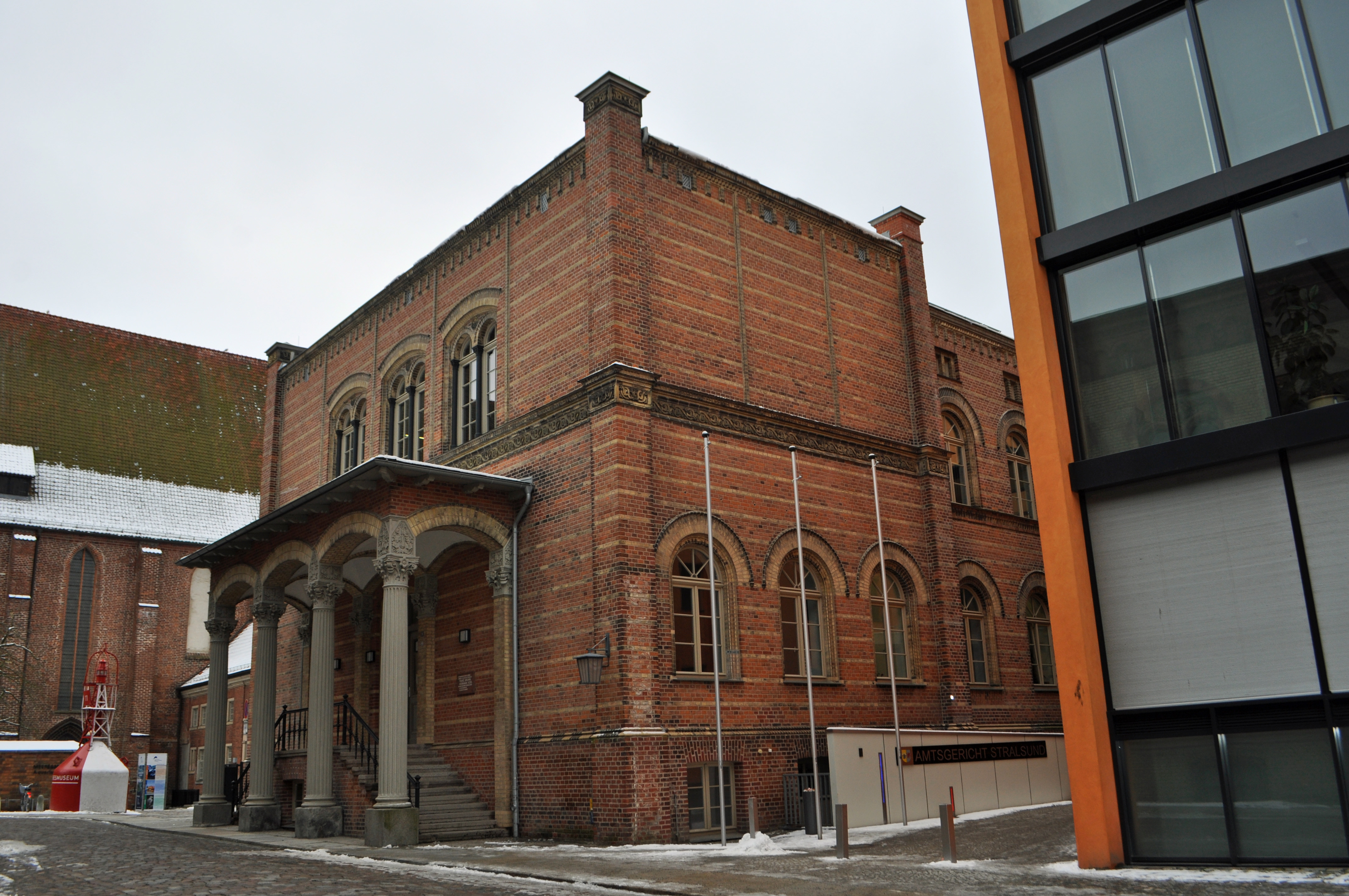
Das Haus Bielkenhagen 9 in Stralsund (2013)

Das Gebäude mit der postalischen Adresse Bielkenhagen 9 ist ein denkmalgeschütztes Bauwerk in der Straße Bielkenhagen in Stralsund. Es ist Sitz des Amtsgerichtes Stralsund.
Der Backsteinbau, der sich vom Bielkenhagen bis zum Knieperwall zieht, wurde um das Jahr 1869 errichtet.
Eine Bänderung aus gelbem Backstein hebt sich gegenüber dem roten Backstein der Fassade ab.
Am Bielkenhagen ist das Gebäude als zweigeschossiger Kopfbau aufwendig gestaltet. Vorlagen betonen die Gebäudeecken, die das Gebäude turmartig überragen. Ein Rankenfries trennt die Geschosse optisch. Dem Erdgeschoss vorgelagert ist ein auf vier Säulen ruhender Altan. Über diesem sind die drei von Segmentbögen überfangenen Doppelfenster angeordnet. Eine Freitreppe führt zum mittigen Portal.
Am Haus ehrt eine Gedenktafel zwei Stralsunder Antifaschisten sowie einen unbekannten Polen.
Das Haus liegt im Kerngebiet des von der UNESCO als Weltkulturerbe anerkannten Stadtgebietes des Kulturgutes „Historische Altstädte Stralsund und Wismar“. In die Liste der Baudenkmale in Stralsund ist es mit der Nummer 102 eingetragen.